# Rezolucija Vijeća sigurnosti UN-a 845
Rezolucijom Vijeća sigurnosti UN-a 845, jednoglasno usvojenom 18. lipnja 1993., nakon podsjećanja na Rezoluciju 817 (1993.) i razmatranja izvješća glavnog tajnika u skladu s njom, Vijeće je pozvalo Grčku i Republiku Makedoniju da nastave s naporima za rješavanje spor oko imenovanja.
Cijenjeni su napori supredsjedatelja Upravnog odbora Međunarodne konferencije o bivšoj Jugoslaviji, dok je od glavnog tajnika Butrosa Butros-Galija zatraženo da redovito izvještava Vijeće sigurnosti s ciljem rješavanja problema izdanje prije 48. zasjedanja Generalne skupštine u rujnu 1993.

## Vanjske poveznice
| Wikizvor | Engleski Wikizvor ima izvorni tekst na temu: United Nations Security Council Resolution 845 |

- Text of the Resolution at undocs.org